# Найда, Пётр Маркович
Пётр Маркович Найда (16 ноября 1945, Киев) — советский футболист, защитник. Украинский функционер.
Родился в Киеве, вскоре после рождения семья переехала в Одессу. Начал играть в футбол в ДЮСШ № 6, тренер Юрий Михайлович Линда, затем — в школе «Черноморца», тренер Александр Брагин. В 1964 году играл в команде класса «Б» «Дунаец» Измаил. В 1965—1966 годах провёл 15 матчей в высшей лиге за одесский «Черноморец». Армейскую службу проходил в 1967—1969 годах в СКА Одесса. По приглашению Валерия Лобановского перешёл в днепропетровский «Днепр». В начале 1975 года был на сборе с «Черноморцем», в начале сезона вернулся в «Днепр». Забил за команду 7 мячей в чемпионате и один — в Кубке СССР, все с пенальти. Полуфиналист Кубка СССР в 1973 и 1976 годах.
Завершил карьеру в 1977—1978 годах в команде второй лиги «Колос» Никополь. Затем играл за команды КФК Одессы, судил матчи на первенство города.
Занимался бизнесом вместе с двоюродным братом Григорием Бибергалом, возглавлял украинский филиал итальянской нефтяной компании.
В 1993—1998 был генеральным спонсором «Черноморца», в 1998—1999 — президентом клуба.
В апреле 2002 был избран председателем федерации футбола Одесской области, 4 апреля 2012 на внеочередной конференции федерации Найде был вынесен «вотум недоверия», на следующий день новым президентом был избран Пётр Чилиби.